# Spada da cinghiale
La spada da cinghiale (Schweinschwert o Sauschwert in lingua tedesca) era un tipo di spada da caccia in uso in Europa a partire dal XV secolo. Evolutasi dal modello della spada a due mani del Tardo Medioevo, aveva lama lunga, rigida e pesante, priva di filo, allargantesi in uno spiedo in prossimità della punta. Dietro allo spiedo, la lama aveva due denti d'arresto, simili a quello dello Zweihänder, ma trasversali.

## Storia

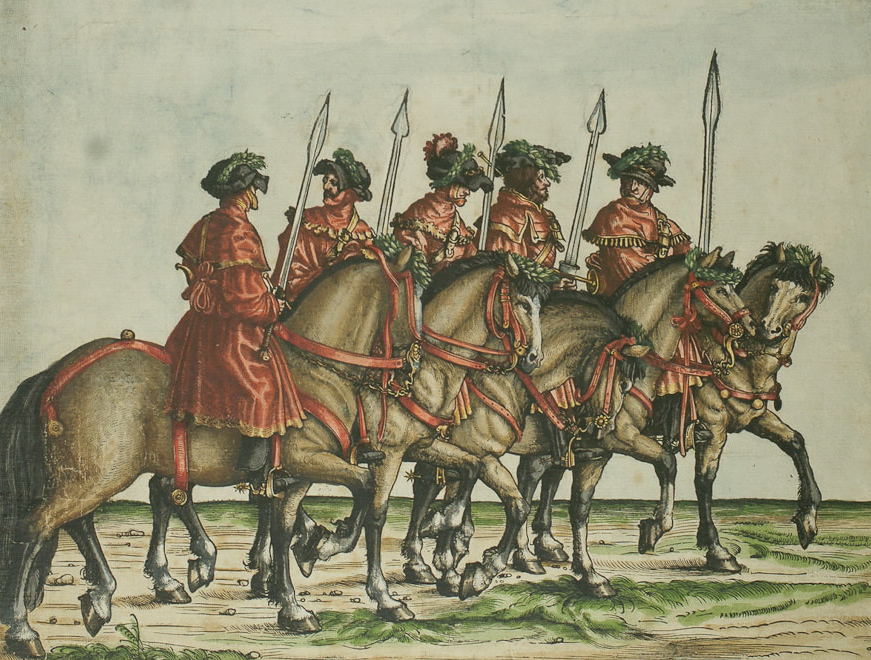
Cacciatori di cinghiali con spade da cinghiale - particolare della xilografia Processione trionfale dell'imperatore Massimiliano, (1526)

Le spade da cinghiale fecero la loro comparsa alla fine del XV secolo. Dovettero la loro esistenza all'imperatore Massimiliano I d'Asburgo, che era un conoscitore e promotore di caccia. La maggior parte di queste spade sono state realizzate in Germania e Spagna. Sono scomparsi di nuovo a metà del XVI secolo perché non potevano sostituire la lancia da cinghiale, arma ad asta precipua della caccia al pericoloso suidae.
Mentre gli aristocratici usavano spade da cinghiale da cavallo durante la caccia al cinghiale, i cacciatori che appartenevano al entourage di caccia (de. Jagdtross) di solito preferivano la lancia da cinghiale.
Oltre al loro ruolo di armi da caccia, le spade da cinghiale erano usate anche come armi da guerra e da duello, specialmente contro avversari in armatura a piastre. In contrasto con le armi da caccia pure, gli esemplari adatti al combattimento avevano anche un pomolo pesantemente chiodato, come una parata affilato sui lati. Entrambe queste modifiche avevano lo scopo di rendere più efficaci i colpi con la guardia e il pomello (es. Mordhau). Alcuni esemplari avevano anche una seconda guardia a forma di rondella per supportare lo stile di impugnatura della mezza spada.

## Descrizione

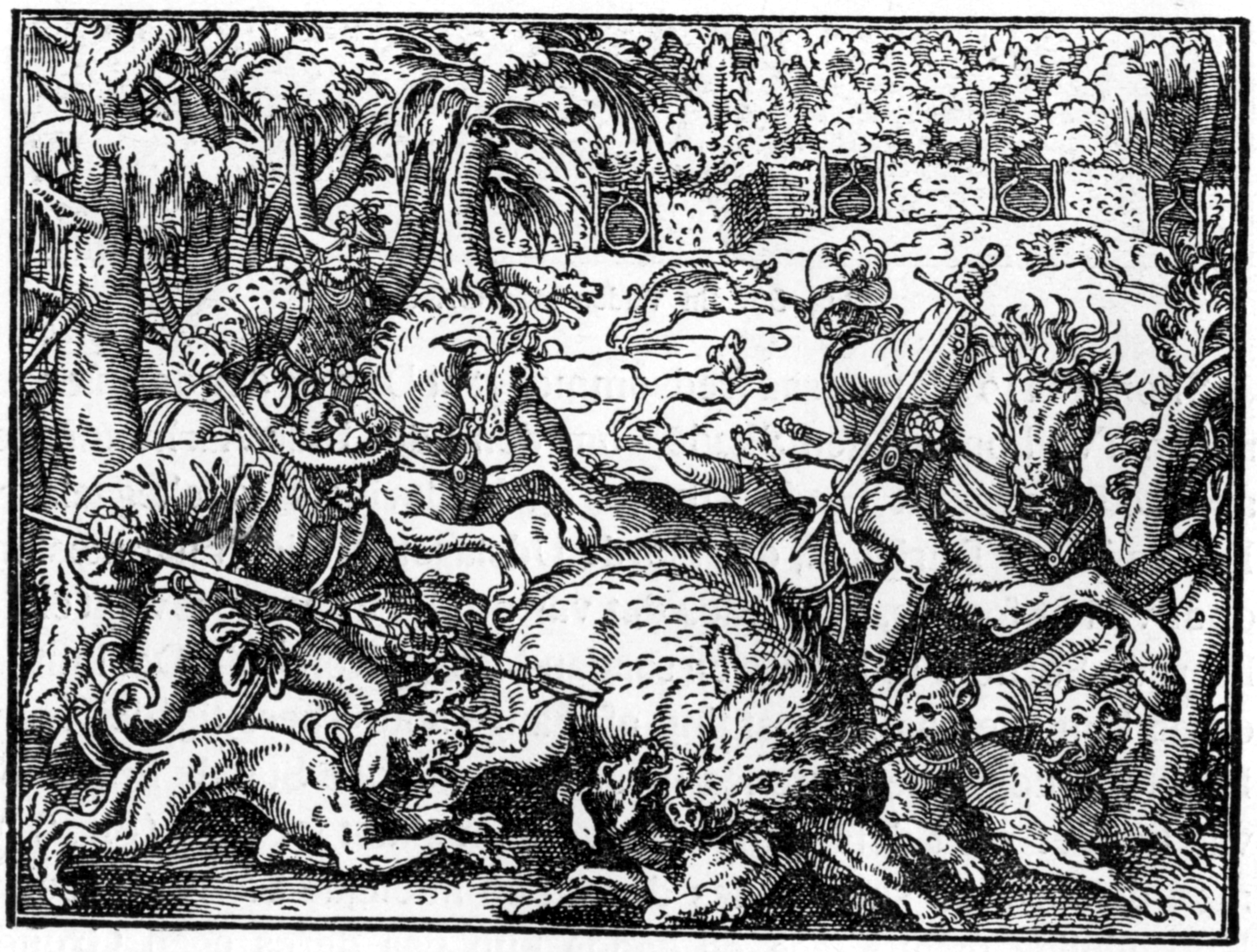
Caccia al cinghiale con cani, lancia e spada - disegno tedesco del 1582.

A differenza di una spada convenzionale o di una spada da caccia, la spada da cinghiale ha una lama a quattro taglienti che è stata appiattita e affilata all'estremità inferiore. All'estremità superiore della lama affilata ci sono due denti d'arresto piegati verso il basso, che impediscono alla lama di penetrare troppo in profondità nel corpo della selvaggina cacciata e hanno lo scopo di mantenere il cacciatore a distanza di sicurezza. Le impugnature corrispondono grossomodo alle forme delle spade da guerra (vedi spada a una mano e mezza).